# Almegíjar
Almegíjar è un comune spagnolo di 387 abitanti situato nella comunità autonoma dell'Andalusia.